# ノバリス
ノバリス (Novalis) とは定位放射線治療を行う放射線治療装置の一つである。頭部だけでなく、全身のがん治療・放射線療法に使われ、適応が広い。頭部領域では動静脈奇形、転移性脳腫瘍、髄膜腫、下垂体腫瘍、聴神経鞘腫、神経膠腫など、体幹部では、咽頭がん、脊髄腫瘍、肺がん、肝臓がん、前立腺がん等が適応する。また、放射線の強さを変えながら照射する強度変調治療 (IMRT)を実施することが可能。これにより正常組織への被曝を最小限に抑えることができる。
ノバリスはドイツ ブレインラボ社が開発し、1997年にカリフォルニア大学ロサンゼルス校 (UCLA) の第一号機が、頭頸部腫瘍の治療を開始した。
Novalisとはラテン語で「新しい開拓地」を意味し、今までにない高精度な放射線治療を可能にするという意味で命名された。

## 基本構造

### リニアック
6MVのエネルギーをもつX線を最大800cGy/分の高線量率で発生、先端部には薄さ3mmマイクロマルチリーフコリメータ（m3 エムスリー）が装着されており、瞬時に放射線ビームの形を腫瘍の形に一致させることが可能。これにより周辺の正常組織の被曝量を軽減することができる。

### 患者位置決め装置
治療時の患者位置をX線撮影と赤外線監視カメラを用いて、患者位置決めを自動的かつ高精度に実施する画像誘導位置決めシステム (IGRT)。患者の動きはセットアップから治療中までリアルタイムに追尾され、どんな患者の動きもカウチが自動的に稼動して修正し、高精度な患者セットアップを保持する。2分以内に患者の位置決めを行えるため、患者の治療時間が平均20分程度に短縮された。

## 診療報酬
- 定位放射線治療保険点数（63,000点）が適用
- 厚生労働省から先進医療として承認された強度変調放射線治療 (IMRT) が適用

（保険点数・先進医療の条件を満たす必要がある。）
一部の民間病院では、自由診療として保険適応のない部位・疾患に対し、63万円や75万円の金額で治療を開始している。

## 特徴と利点
- 患者へのダメージが少ない: 腫瘍の形に一致させた放射線ビームを多方向かつ放射線の強さを変えながら、腫瘍のみに高線量与えることにより、正常組織の被曝を最小限に抑えることができれば副作用が少ない。
- 全身に適応を検討中である: 治療範囲は頭頸部だけでなく、脊椎・脊髄、肺、肝臓、前立腺などに試みられている。総合的ながん治療が実施可能とブレインラボ社は宣伝しているが、照射野が小さいのでリンパ節領域照射などは不可能であるのはいうまでもない。
- 短い治療時間: 画像誘導技術により、一回の治療時間はうまくいけば平均20分程度で済む。患者固定にはマスクやシェルを使うため痛みがなく入院が不要、外来で治療を受けることができるとブレインラボ社と導入した民間病院経営者は宣伝しているが、照射部位により入院管理が必要な強い放射線の急性反応がでる場合があるのは当然である。短い治療時間は患者にとって安楽であり、病院では多くの患者が治療を受けることが可能な場合もある（そもそも適応症例が多くあればの話だが）。

## 欠点
- 不均質補正のアルゴリズムが旧世代なので、肺を通過する線量計算は誤差が大きい。
- 患者座標の照合装置がX透視・体表面のマーカーだけなので、内臓器の動きはわからない。
- 「腫瘍のみに線量を集中させること」は、ある程度までにとどまる。
- 10cm x 10cmまでの照射野6X リニアックに3mmのマイクロマルチリーフm3とX線透視の位置照合装置を組み合わせた機器である。
- 高額な定位照射診療報酬を狙い、次々と民間病院に導入され「夢の放射線治療機」として過剰な宣伝に走っているが、患者側としては過度の期待は禁物である。
- 一部の民間病院では、多発骨転移など高精度放射線治療の適応でない病態に対し、この機器を用い夢の治療機として患者を勧誘し、高額な自由診療下で集客し経営を成り立たせようとしている。